# Euan Howard
Donald Euan Palmer Howard (26 novembre 1923 - 16 juin 2018) est un aristocrate et homme politique britannique.

## Biographie
Strathcona est le fils aîné de Donald Howard, 3e baron Strathcona et Mont-Royal et de sa femme, l'honorable Diana Evelyn, fille de Gerald Loder (1er baron Wakehurst). Il fait ses études au Trinity College et à l'Université McGill à Montréal. Il sert dans la Royal Navy de 1942 à 1947 où il atteint le rang de Lieutenant.
Il succède à son père en tant que 4e baron Strathcona et Mont-Royal lors de son décès le 22 février 1959 et prend son siège en tant que conservateur à la Chambre des lords. Il occupe le poste de whip du gouvernement à la Chambre des Lords sous Edward Heath. Il occupe le poste de sous-secrétaire d'État à l'aviation. Après que les conservateurs perdent le pouvoir en 1974, il devient leader adjoint de l'opposition à la Chambre des Lords. Lorsque les conservateurs reprennent le pouvoir en 1979 avec Margaret Thatcher, il devient ministre d'État au ministère de la Défense. Il perd son siège à la Chambre des Lords à la suite de la loi sur la Chambre des Lords de 1999.